# Njutångers kyrka
Njutångers kyrka är en kyrkobyggnad belägen i Njutånger, Hudiksvalls kommun. Den är församlingskyrka i Enånger-Njutångers församling i Uppsala stift och tillhör Svenska kyrkan.

## Kyrkobyggnaden
Någon gång på 1100-talet eller 1200-talet uppfördes en kyrka av gråsten och denna utgör långhuset i nuvarande kyrkobyggnad. Under senare delen av medeltiden, troligen på 1400-talet, utvidgades koret och fick samma bredd som långhuset. Vid samma tid byggde man troligen till även sakristia i nordost och vapenhus i sydväst. På innertakets ribbvalv från senmedeltiden finns kalkmålningar från 1500-talets första hälft som kalkades över 1705, men åter togs fram 1928. Vid 1600-talets slut satte man upp "bruksläktaren", troligen avsedd för familjen som drev Iggesunds bruk. Brukspatron Isac Breant skulle sedan mellan 1704 och 1705 hyra in murarmästare från Stockholm för att genomföra reparationer, förstora fönstren och montera ned bruksläktaren och istället ersätta den med en ny läktare i väst.

## Inventarier
- Dopfunten är kyrkans äldsta inventarium och tillverkades av gotländsk kalksten på 1200-talet.[3]
- Predikstolen är i senbarock och tillverkades i Stockholm under 1700-talet.[4]

### Orgel
- 1885 köptes en orgel med 4 stämmor av Johan Petter Åberg, Vassmolösa eller Andreas Åbergh, Karlskrona.
- 1912 byggdes en orgel av Erik Henrik Eriksson, Gävle med 10 stämmor, två manualer och pedal.
- 1953 byggdes en orgel av Olof Hammarberg, Göteborg. 1990 renoverades orgeln av Lindegrens Orgelbyggeri AB, Göteborg.
- 2015 byggdes den nuvarande orgeln av Helmut Lutz, Budapest. Orgeln har 24 stämmor fördelade på två manualer och pedal.[5]

| Man I.Huvudverk | Man II. Svällverk | Pedal         | Koppel |
| --------------- | ----------------- | ------------- | ------ |
| Principal 8'    | Borduna 8'        | Subbas 16'    | II/I   |
| Hålflöjt 8'     | Salicional 8'     | Octavbas 8'   | II/P   |
| Rörflöjt 8'     | Voix celéste 8'   | Gedacktbas 8' | I/P    |
| Kvintadena 8'   | Gemshorn 4'       | Octava 4'     |        |
| Octava 4'       | Nasat 2 2/3'      | Basun 16'     |        |
| Flöjt 4'        | Flöjt 2'          |               |        |
| Octava 2'       | Ters 1 3/5'       |               |        |
| Mixtur IV       | Sivflöjt 1'       |               |        |
| Trumpet 8'      | Dulcian 16'       |               |        |
|                 | Oboe 8'           |               |        |
|                 | Tremulant         |               |        |

## Bilder

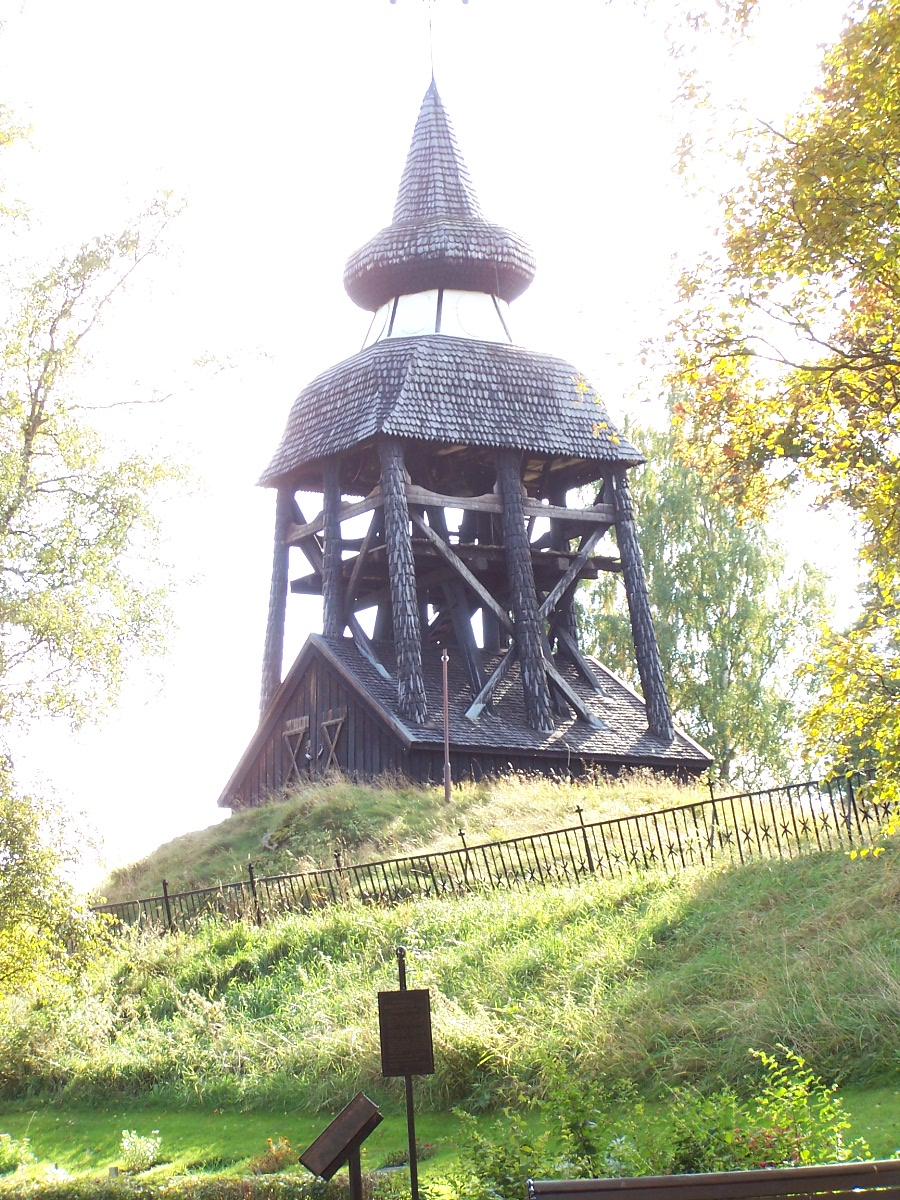
Klockstapeln.
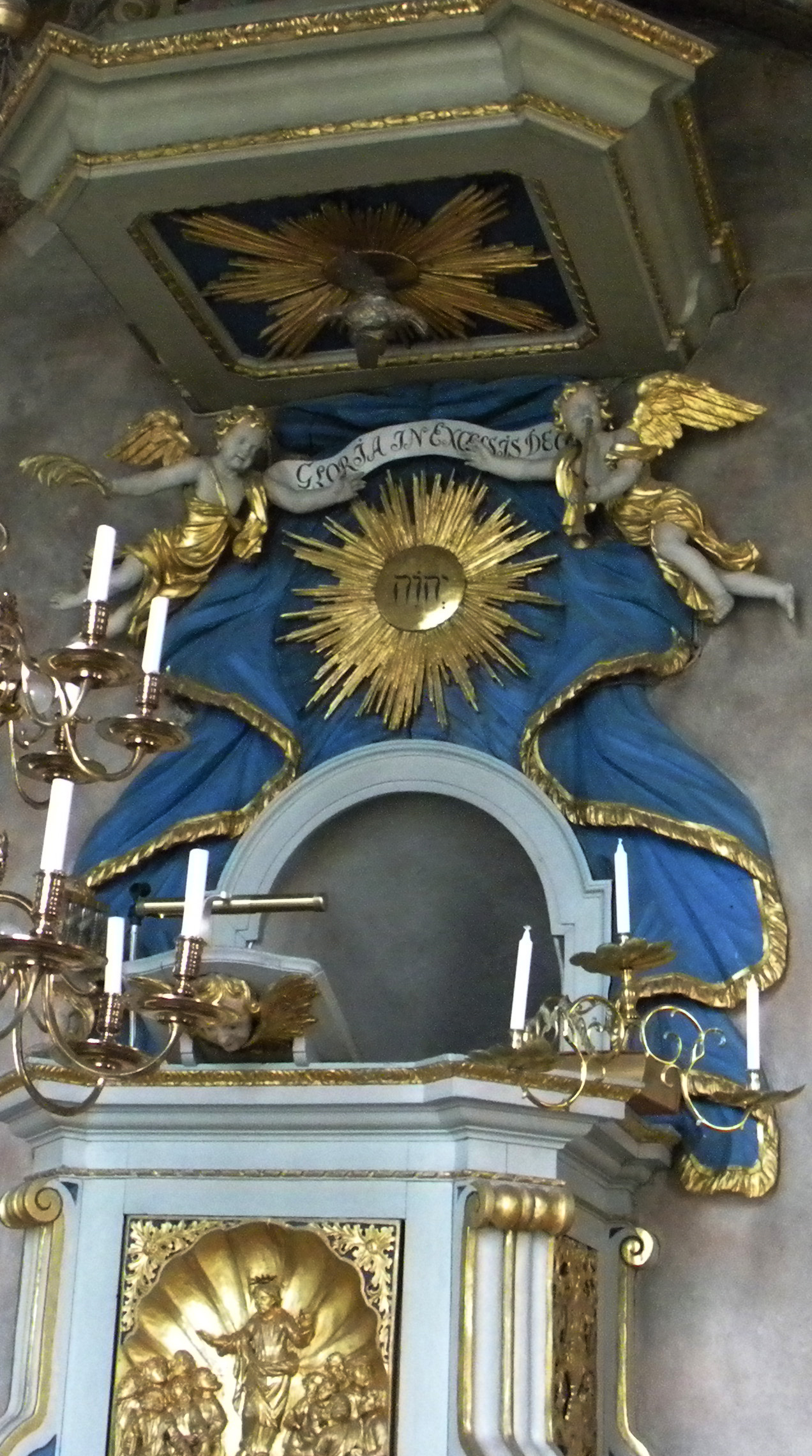
Predikstolen.